# Zanda (Syria)
Zanda (arab. زندة) – wieś w Syrii, w muhafazie Aleppo, w dystrykcie Afrin. W 2004 roku liczyła 134 mieszkańców.